# Zagrody Lubartowskie
Zagrody Lubartowskie – część miasta Lubartowa w województwie lubelskim, w powiecie lubartowskim, dawniej samodzielna miejscowość. Leży na północ od centrum miasta, w rejonie ulicy Mucharskiego.
Znajduje się tu przystanek kolejowy Lubartów Lipowa.

## Historia
Dawniej samodzielna miejscowość. Od 1867 w gminie Łucka w powiecie lubartowskim. W okresie międzywojennym miejscowość należała do powiatu lubartowskiego w woj. lubelskim. 1 kwietnia 1927 Zagrody Lubartowskie po raz pierwszy włączono do Lubartowa Wyłączono je z miasta 1 września 1933 w związku z utworzeniem gromady Zagrody Lubartowskie w granicach gminy Łucka.
Podczas II wojny światowej Zagrody Lubartowskie włączono do Generalnego Gubernatorstwa (dystrykt lubelski: 1940–41 powiat radzyński, 1941–44 powiat lubelski), cały czas w gminie Łucka. W 1943 roku liczba mieszkańców wynosiła 268.
Po wojnie Zagrody Lubartowskie powróciły do powiatu lubartowskiego w woj. lubelskim jako jedna z 17 gromad gminy Łucka. W związku z reorganizacją administracji wiejskiej jesienią 1954, Zagrody Lubartowskie włączono 5 października 1954 po raz drugi do Lubartowa.